# Amazunculus duckei
Amazunculus duckei är en tvåvingeart som beskrevs av Galinkin och José Albertino Rafael 2008. Amazunculus duckei ingår i släktet Amazunculus och familjen ögonflugor. Inga underarter finns listade i Catalogue of Life.